# Robert H. Williams

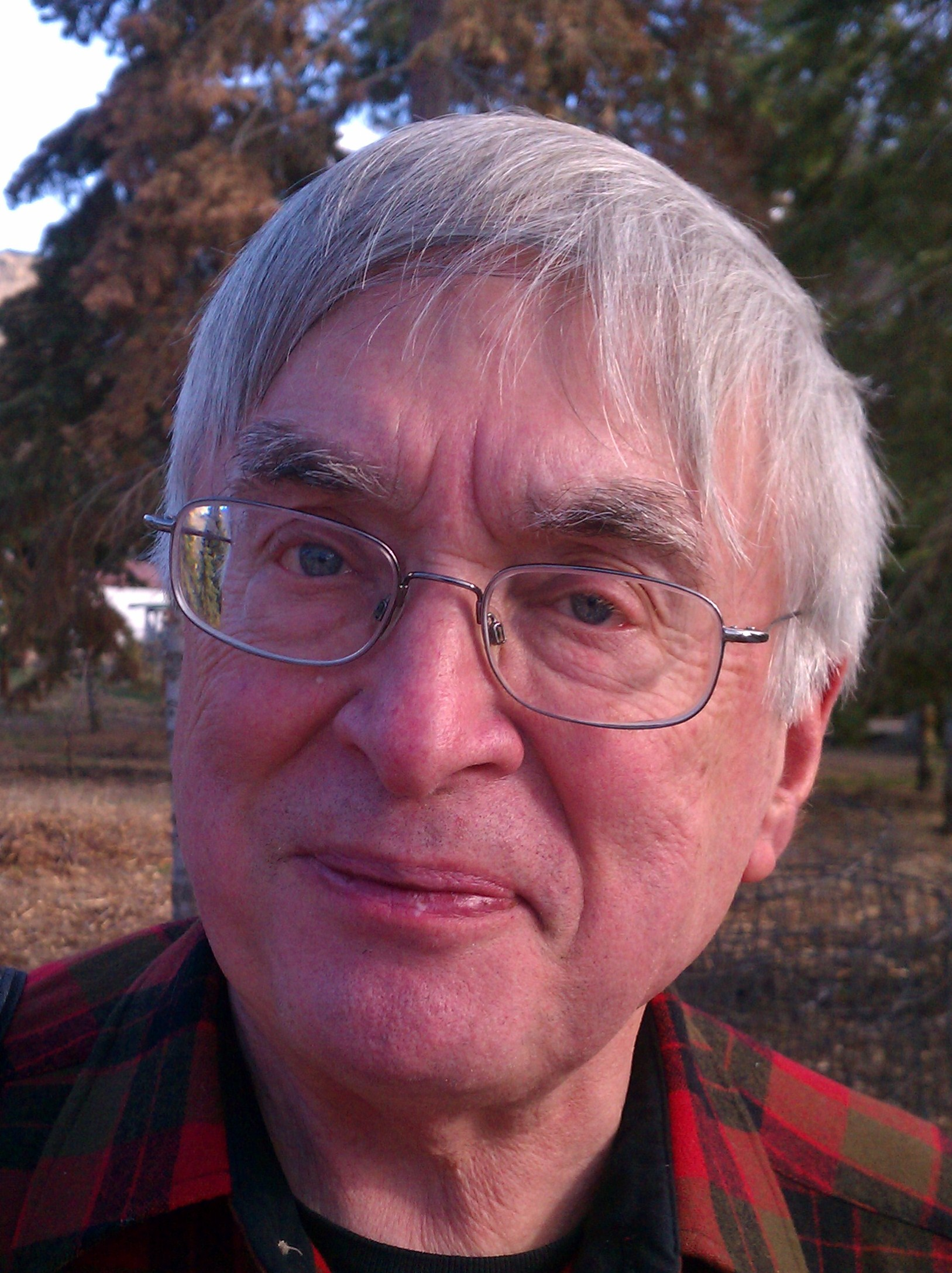
Robert H. Williams

Robert H. Williams (* 13. Juni 1940) ist ein US-amerikanischer Physiker, der sich besonders mit Energiepolitik befasste.
Williams studierte an der Yale University mit dem Bachelor-Abschluss 1962 und wurde 1967 an der University of California, Berkeley, in theoretischer Physik promoviert. Als Post-Doktorand war er an der University of Colorado in Boulder. 1971 wurde er Assistant Professor an der University of Michigan in Ann Arbor und 1972 bis 1975 war er leitender Wissenschaftler des Energy Policy Projects der Ford Foundation. 1974 war er Ko-Autor von dessen einflussreichen Abschlussbericht A Time to Choose. America’s Energy Future. Ab 1975 war er an der Princeton University, wo er die Technology Assessment und Energy Policy Analysis Group leitete und die Carbon Capture Group. Er war seit 2001 Senior Research Scientist des Princeton Environmental Institute. Im Jahr 2015 war er Senior Research Scientist am Andlinger Center for Energy and Environment (ACEE) der Princeton University.
In jüngster Zeit befasste er sich mit CO2-Abscheidung und -Speicherung und war 2014 Mitautor einer Studie unter Leitung von Robert Watson Tackling the challenge of climate change: a near term actionable mitigation agenda mit Vorschlägen dazu, die dem UN-Generalsekretär übergeben wurde. Er befürwortet eine Zusammenarbeit der USA mit China in solchen Technologien und sogenannten sauberen Kohleindustrie-Technologien.
1993 war er MacArthur Fellow. In der Laudatio wurde hervorgehoben, dass er zeigte, dass Technologien für Energieeinsparung und erneuerbare Energien zu einer Belebung der ökonomischen Entwicklung, mehr Wohlstand und mehr Jobs führen, nicht nur in Industrieländern, sondern auch in der Dritten Welt und in China. 1988 erhielt er den Leo Szilard Lectureship Award, 1989 den Max-Born-Preis und 1991 den Sadi Carnot Award des DOE. Er ist Fellow der American Physical Society.